# 更新料
更新料（こうしんりょう）は、期間の定めのある継続的契約において、期間満了時に更新契約を締結する際に、契約当事者の一方から契約の相手方に対して支払われる一時金のことである。

## 建物賃貸借契約における更新料
日本の一部地域においては、賃貸借契約の契約更新の際に、借主から貸主に対して更新料が支払われることが慣行となっている地域がある。2007年の国土交通省の調査によると、南関東や京都で多い一方、大阪・兵庫などでは行われていないという結果が出ている（大阪・兵庫において、更新料の支払があるのは稀である）。
更新料の請求には、少なくとも賃貸借契約の更新料支払の条項に基づいて行われる場合と、支払の条項はないにもかかわらず貸主が請求してくる場合があるが、いずれも以下の問題がある。

### 更新料の特約が無い場合
更新料特約が無い場合に貸主が慣行として請求してくる場合があるが、借主に当然に支払義務が生じるだけの商慣習があったと言えるか問題となる。
この点、最高裁判所昭和51年10月1日判決（昭和51年（オ）第657号事件）は、土地の賃貸借契約の事件において、賃貸人の請求があれば当然に賃貸人に対する賃借人の更新料支払義務が生ずる旨の商慣習ないし事実たる慣習が存在するとはいえず、借地契約に更新料を支払う旨の特約がない限り当然には請求できないと判断した。

### 支払条項の有効性
そもそも更新料支払の条項が、消費者契約法10条に違反し無効なのではないかが問題となり、各地で裁判が行われている。下級審での判断は有効・無効に分かれていた。
消費者契約法第10条「民法、商法その他の法律の公の秩序に関しない規定の適用による場合に比し、消費者の権利を制限し、又は消費者の義務を加重する消費者契約の条項であって、民法第1条第2項に規定する基本原則に反して消費者の利益を一方的に害するものは、無効とする。」
高等裁判所レベルでは、大阪高等裁判所で3件の判断がなされており、2009年8月27日と2010年2月24日の判決は無効の判断、2009年10月29日の判決は有効の判断をしていたが、最高裁判所第2小法廷でこれら3件に関して2011年7月15日に一括して判決が言い渡され、『賃貸住宅の契約を更新するに当たり、賃料と比して高すぎるという事情がない限りは更新料を支払うことは有効である』とする初めての判断が下された。

### 法定更新への適用の可否
期間の定めのある建物賃貸借は、借地借家法第26条1項により、期間満了の6月前までに相手方に対して更新をしない旨の通知又は条件を変更しなければ更新をしない旨の通知をしなければ、従前の契約と同一の条件で契約を更新したものとみなされる（法定更新）。
この法定更新の際に、更新料支払条項が適用され、更新料を支払わなければならないかが裁判で争われたことがあるが、裁判所によって判断が分かれているようである。